# Anna Branting

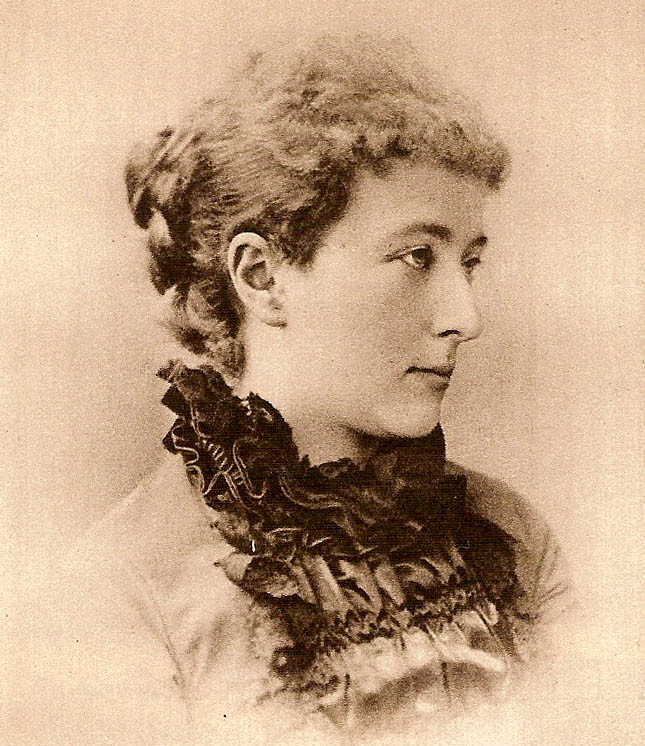
Anna Branting zur Zeit ihrer Verlobung mit Hjalmar Branting.

Anna Matilda Charlotta Branting, geborene Jäderin, (* 19. November 1855 in Stockholm; † 11. Dezember 1950 ebenda) war eine schwedische Schriftstellerin und Journalistin.

## Leben
Die Eltern Anna Brantings waren der Stockholmer Polizeikommissar Erik Jäderin (1804–1876) und seine Frau Charlotta Holm (1826–1886), ihre Geschwister der Geodät Edvard Jäderin und Axel Jäderin, einer der Gründer der Tageszeitung Svenska Dagbladet.
Branting erhielt ihre Ausbildung an der Stockholmer Staatlichen Volksschule. Nach Beendigung der Schule arbeitete sie von 1884 bis 1885 für die Zeitschrift Tiden und später von 1886 bis 1892 und 1913 bis 1917 als Theaterrezensentin für die sozialdemokratische Tageszeitung Social-Demokraten und schrieb unter dem Pseudonym René. Zwischenzeitlich ist sie für die Tageszeitung Stockholmstidningen von 1892 bis 1909 tätig gewesen.
Ihr schriftstellerisches Werk umfasst tragische Romane und Novellen, die als durchgehendes Thema Treue in der Ehe, das Bedürfnis der Frauen nach Arbeit und Unterhalt und Ehekonflikte behandeln. Manchmal sind Tod und Isolierung die einzige Wahl, vor die die Gesellschaft Frauen stellt. Die in den Erzählungen wiedergegebenen Ansichten wurden bisweilen als brutal und naiv kritisiert. Schon 1893 erschien das Buch Lena, en bok om fruntimmer (Lena, ein Buch über Frauenzimmer). Es erzählt von der geschiedenen Lena, die eine sinnliche Freundin (Frau Linder) trifft. Das Buch schildert anschaulich, wie das konventionelle Gesellschaftsleben jener Zeit aussah. Im Roman Staden (1901) porträtiert sie die Schriftsteller und Freunde Axel Wallengren und Emil Kléen, die in den 1890er Jahren oft Gäste der Brantings waren. 
Branting war von 1877 bis 1883 mit Leutnant Gustav Vilhelm von Kræmer und ab 1884 mit Hjalmar Branting verheiratet.
Im Jahr 1922 wurde Anna Branting in Frankreich als erste schwedische Frau mit der ranghöchsten französischen Auszeichnung geehrt und zum Ritter der Ehrenlegion ernannt.

## Ehrungen
- 1922 Ritter der Ehrenlegion (Frankreich)

## Werke

### Romane
- Lena, en bok om fruntimmer, 1893
- Staden. En sedeskildring ur stockholmslifvet, 1901
- Fåfänglighet. En bok, 1910
- Valérie, 1912
- Jungfrun går jägarspår, 1930

### Weitere
- Sju martyrer. Berättelser från den husliga härden af René, Novellen, 1894
- Romresan, Reisebeschreibung, 1907
- Kultur och alkohol : några ord i en viktig fråga, politisches Buch, 1902
- Min långa resa : boken om Hjalmar och mig, Biogradfie, 1945